# Claude Parent (architecte)
Pour l’article homonyme, voir Claude Parent (chanteuse).
Claude Parent (26 février 1923 – 27 février 2016), né à Neuilly-sur-Seine, était un architecte français. Il fut le premier en France à opérer une profonde rupture épistémologique avec le modernisme, dès le milieu des années 1950. Au travers d’articles, d’ouvrages, de dessins-manifestes et de nombreux projets réalisés, il a repensé notre compréhension et notre appréhension de l’espace. Depuis la Maison Drusch (1963) jusqu’au projet pour le Musée du Prado (1995), il s’est attaché à instaurer la discontinuité par le basculement des volumes et la fracture du plan.

## Biographie
Il commença sa carrière aux Beaux-Arts de Paris, où il rencontra Ionel Schein. Il se lie d'amitié avec ce dernier, et tous deux, passionnés de questions architecturales, montèrent une agence en 1953. Cependant, aucun des deux n'avaient le titre d'architecte, et ils s'appuyèrent sur le fait que seul le titre d'architecte était alors protégé, non l'action. Ils déposaient donc des permis pour des "Conceptions architecturales", qu'ils obtenaient. Malgré des dénonciations régulières à l'ordre des architectes, ils remportèrent un certain succès, au point qu'André Malraux finit par les nommer "architectes sur références". La collaboration de Claude Parent avec Ionel Schein dura jusqu'en 1955.
Il prit contact avec André Bloc par le biais de sa revue L'Architecture d'Aujourd'hui, dont il était, avec Ionel Schein, un fervent lecteur. André Bloc se tourna vers les deux architectes pour donner à l'un des deux la direction des jeunes du Groupe Espace. Il finit par confier la direction plutôt à Claude Parent, qui l'explique en racontant qu'André Bloc faisait face à de nombreuses critiques racistes et antisémites dans les journaux, du fait de la diversité de nationalités dans le comité du Groupe Espace Il a donc choisit Claude Parent plutôt que Ionel Schein, qui était d'origine roumaine. 
De sa rencontre avec Paul Virilio naquit le groupe Architecture Principe (1963-68) et l’aventure de la « fonction oblique », conquête de la continuité du plan incliné, qui aboutit à la construction de l’église Sainte-Bernadette-du-Banlay à Nevers (1963-1966). Il réalisa  aussi plusieurs grandes surfaces de béton brut à Ris-Orangis (1969) et Sens (1970) entre autres. 
Dès 1974, Parent s’associa avec EDF à un projet de vaste envergure d'insertion paysagère des centrales nucléaires. Les commandes publiques pour l'Éducation nationale, le Conseil régional Provence-Alpes-Côte d’Azur à Marseille (1991), l'aéronef de Roissy (1995), le Pavillon français de la Biennale de Venise (1996) expriment à eux seuls la quête du déséquilibre, du mouvement et de la fluidité dans l'architecture. Exigeant, critique, provocateur, d’une opiniâtreté farouche, Claude Parent n’a cessé de proposer des lieux de contradiction générateurs de doute, d’inquiétude, excluant toute passivité face à l’architecture.
Destiné à une carrière d’ingénieur en aéronautique, Claude Parent s’inscrit pourtant en 1942 à l’École nationale supérieure des beaux-arts de Toulouse en atelier d’architecture puis en 1946 à celle de Paris. Quittant les cours sans obtenir son diplôme d’architecte, il fonde son agence en 1956, mais ne sera reconnu et admis à l’Ordre des architectes qu'en 1966 sur dossier. Académicien, Claude Parent est commandeur de la Légion d’honneur, commandeur des Arts et des Lettres, officier des Palmes académiques, commandeur de l’Ordre national du mérite. L’obtention de prix jalonnera aussi sa carrière : grand prix national d’architecture (1979), médaille d’argent de l’Académie d’architecture, médaille de l’Union centrale des arts décoratifs, médaille d’or de la Société d’encouragement au progrès, médaille de l’U.I.A. pour son travail critique. En 2010, une exposition monographique à la Cité de l’architecture et du patrimoine a été consacrée à cette figure phare de l’histoire de l’architecture du XXe siècle.

## Architecture Principe (1963-1968)
Réunissant l’architecte Claude Parent et le philosophe et urbaniste Paul Virilio, Architecture Principe marque l’histoire de l’architecture par la charge expérimentale de ses propositions comme par le souffle subversif qui l’anime, contre l’architecture du temps et toutes les formes de conformisme intellectuel. Dès la fin des années 1950, Claude Parent fonde ses investigations sur un rapport critique au plan moderne par l’emploi de la fracture des volumes (Maison Drush, Versailles, 1963) et des plans inclinés. Son discours se radicalise avec la rencontre de Paul Virilio, spécialiste de l’espace militaire et de l’aménagement du territoire, qui mène à cette époque une réflexion archéologique sur le Mur de l’Atlantique. Refusant l'orthogonalité de l'espace euclidien considéré comme micro-ghetto, ils développent ensemble la théorie de la fonction oblique, afin d’offrir une réponse à la crise profonde des villes : le basculement du sol à l’oblique doit permettre l’enrichissement des rapports humains par la fluidité d’un mouvement continu. L'être humain participe activement à l’architecture en faisant « un effort » sur les rampes. Ce principe concerne aussi bien des édifices religieux (Sainte-Bernadette du Banlay, Nevers, 1963-66) et l’habitation (Maison Mariotti, 1967-70) que l’aménagement du territoire (Les Vagues, 1965-66…), où l’architecture se fait support du déplacement pour une « circulation habitable ». « Nous ne pouvons plus dissocier l’habitation de la circulation » déclarera Claude Parent. Désormais, ce sera le déplacement des hommes qui insufflera à l’architecture sa dynamique.
Claude Parent et Paul Virilio fondent le groupe Architecture Principe en 1963. La fonction oblique sera le fil conducteur des neuf numéros de la revue Architecture Principe, qui paraîtront de février à décembre 1966. Ils mettront un terme à leur collaboration après les événements de Mai 1968. Claude Parent a reçu le Grand Prix national de l’architecture en 1979 et est membre de l’Académie des beaux-arts depuis 2005. En 2010, une exposition monographique à la Cité de l’Architecture et du Patrimoine fut consacrée à cette figure-phare de l’histoire de l’architecture du XXe siècle. Auteur de nombreux essais sur la vitesse et la technologie, Paul Virilio dirige la collection Espace critique (Ed. Galilée) et collabore régulièrement à de nombreuses publications. Il a été professeur et directeur de l’Ecole Spéciale d’Architecture et a reçu le Grand Prix national de la Critique d’Architecture en 1987.

## La Fonction Oblique
La théorie de la fonction oblique développée dès 1963 par Architecture Principe (Claude Parent et Paul Virilio) établit un nouveau rapport au sol fondé sur l’instabilité et le déséquilibre. L’oblique génère une nouvelle importance au sol : le plan incliné permet de déployer la surface utile. À la fois sol et cloisonnement, l’espace habitable s’y fait alors support du déplacement libre de l’individu doté d’une « charge potentielle » propre, lui permettant d’être en état de réceptivité, de participation et d’adhésion à une dynamique architecturale. Plusieurs schémas montrent l’oblique, débarrassée de tout obstacle, supportant un corps qui adhère de tout son poids à une surface « orientée ». Les Vagues (1965-1966) sont la première série à illustrer ce principe développé à l’échelle urbaine, immenses collines artificielles que l’on doit « gravir » ou « vaincre » dans un cheminement en porte-à-faux. Les dessins qu’en réalise Claude Parent évoquent des soulèvements tectoniques, dont l’irruption semble briser la monotonie horizontale. Dans ces paysages accidentés, continuité et rupture se réconcilient grâce à l’association de l’oblique et de la « faille », vide ménagé entre les masses des volumes, leur inoculant mouvement et dynamisme : « Ainsi, de faille en faille, de vide en vide, lévitent les hommes » écrira Parent.

## Réalisations
- Villa La Poulido, La Baule-Escoublac, France (1954)
- Maison G. (avec Ionel Schein et Gilles-Louis Bureau), Ville d'Avray, France (1952-1953)
- Maison Soultrait, Domont, France (1956-1958)
- Villa André Bloc, Antibes, France (1959-1962)
- Fondation Avicenne (Maison de l'Iran, Cité internationale universitaire de Paris), avec Mohsen Foroughi et Heydar Ghiai), Paris, France (1960-1968)
- Maison Drusch, Versailles, France (1963-1965)
- Maison Bordeaux-le-Pecq, Bois-le-Roi, France (1963-1965)
- Église Sainte-Bernadette du Banlay (avec Paul Virilio, Architecture Principe), Nevers, France (1963-1966)
- Usine et centre de recherche Thomson-Houston (avec Paul Virilio, Architecture Principe), Vélizy-Villacoublay, France (1964-1971)
- Hypermarchés de Sens, Ris-Orangis, Tinqueux, et Épernay, France (1967-1971)
- Pavillon Français pour la 35e Biennale de Venise, Italie (1970)
- Réaménagement à l'oblique de la maison de Claude Parent, Neuilly-sur-Seine, France (1973-1974)
- Maison Carrade, Saint-Germain-des-Prés, Tarn (1974)
- Centrales Nucléaires de Chooz (avec Pierre Villière) et Cattenom (avec Roger Schott), France (1978-1991)
- Immeuble du service des études et projets thermiques et nucléaires (SEPTEN), Villeurbanne, France (1984)
- Collège Vincent d'Indy (renommé collège Germaine Tillion depuis 2013[5]), Paris 12ème, France (1985-1987)
- Théâtre Silvia Monfort, Paris, France (1984-1991)
- L'Aéronef, centre d'animation de Roissypôle, Aéroport Charles de Gaulle, Roissy, France (1989-1996)
- Immeuble de bureaux Myslbek, Prague, République tchèque (1992-1996)
- Hôtel de Ville de Lillebonne, France (1993-1998)
- Façade du Pavillon Français pour la Biennale de Venise, Italie (1996)
- Pavillon « Hill of Art » pour la Wolfson Gallery, Tate Liverpool, UK (2014)

## Publications importantes
- Architecture Principe, Claude Parent et Paul Virilio (éditions de 1966 & 1996)
- Vivre à l’oblique, publié par L’Aventure urbaine (1970), et éditions Jean-Michel Place (2012)
- Claude Parent architecte, un homme et son métier (édition Robert Laffont, 1975)
- L'Architecture et le nucléaire, Éditions du Moniteur, Paris (1978)
- Entrelacs de l'oblique, Éditions du Moniteur, Paris (1981)
- L'architecte bouffon social, Éditions Casterman (1982)
- Claude Parent, Monographie critique d'un architecte par Michel Ragon (éditions Dunod, 1982)
- Les Maisons de l'atome, Éditions du Moniteur, Paris (1983)
- Claude Parent : Carnets de Croquis (Tempera Éditions, 1992)
- The Function of the Oblique: The Architecture of Claude Parent and Paul Virilio from 1963-1969 (2004)
- Le fou de la diagonale, par Béatrice Simonot (Actes Sud, 2008)
- Le déclin, cuit et archi cuit, l'architecture, un recueil de trois textes publiés aux éditions L'Œil d'or (2009)
- Claude Parent : l'œuvre construite, l'œuvre graphique (2010)
- Claude Parent: Demain, La Terre... Manuella Éditions (2010)
- Yves Klein & Claude Parent: le Mémorial, projet d'architecture (2013)
- Jean Nouvel, Claude Parent : Musées à venir (Actes Sud / Association Azzedine Alaïa, 2016)
- Claude Parent - Visionary Architect, Rizzoli New York (2019)

## Prix et Distinctions

### Prix
- Grand prix national de l'architecture (1979)
- Médaille d'argent de l'Académie d'Architecture
- Médaille de l'Union des Arts Décoratifs
- Médaille d'or de la Société d'Encouragement au Progrès
- Médaille de l'Union Internationale des Architectes

### Décorations
- Commandeur de l'ordre des Arts et des Lettres (12 septembre 1996)[6].
- Commandeur de la Légion d'honneur (21 février 1990), promu commandeur (13 juillet 2010)[7].
- Commandeur de l'ordre national du Mérite
- Officier de l'ordre des Palmes académiques

### Sociétés savantes
- Membre de l’Académie d’architecture (2005)
- Membre de l’Académie des beaux-arts (2005)

### Film
- Claude Parent-Paul Virilio, film de Gilles Coudert (124 min / 1996 / A.P.R.E.S production) Conférence-entretien entre l’architecte Claude Parent et le philosophe Paul Virilio organisé par l’université François-Rabelais et le Centre de création contemporaine de Tours.
- Les Visionnaires. Documentaire de Julien Donada. Petit à Petit Production. 2013
- A propos du bunker,  court métrage de Julien Donada. Local Films 1998